# Sawaki Kin’ichi
Sawaki Kin’ichi (jap. 沢木 欣一; * 6. Oktober 1919 in der Präfektur Toyama; † 5. November 2001 in Tokio) war ein japanischer Lyriker und Essayist.
Sawaki studierte an der Kaiserlichen Universität Tokio. 1966 wurde er Professor an der Kunsthochschule Tokio. Er war verheiratet mit der Dichterin Hosomi Ayako.
Sawaki gilt als einer der bedeutendsten japanischen Haikudichter der zweiten Hälfte des 20. Jahrhunderts. 1946 gründete er das Haiku-Journal Kaze (Wind). Von 1987 bis 1993 war er Präsident des Haikudichter-Verbandes. Er verfasste mehrere Haiku-Bände, darunter Enden (塩田; 1956), Okinawa Gin’yūshū (沖縄吟遊集; 1974), Hakuchō  (白鳥; 1995, mit dem Iida-Dakotsu-Preis ausgezeichnet) und Ayako no Te (綾子の手; 2000). Für den Essayband Shōwa Haiku no Seishun (昭和俳句の青春; 1995) erhielt er 1996 den Kritikerpreis des Haikudichter-Verbandes.